# Bory Chrobotkowe koło Brzózki
Bory Chrobotkowe koło Brzózki este o arie protejată (sit de importanță comunitară — SCI) din Polonia întinsă pe o suprafață de 891,95 ha, integral pe uscat.

## Localizare
Centrul sitului Bory Chrobotkowe koło Brzózki este situat la coordonatele 52°01′32″N 15°00′49″E / 52.0256°N 15.0137°E.

## Înființare
Situl Bory Chrobotkowe koło Brzózki a fost declarat sit de importanță comunitară în octombrie 2009 pentru a proteja un număr necunoscut de specii din flora spontană și fauna sălbatică aflate în arealul zonei.

## Biodiversitate
Situată în ecoregiunea continentală, aria protejată conține 6 habitate naturale: Lacuri eutrofice naturale cu vegetație de tip Magnopotamion sau Hydrocharition, Pajiști calcaroase din nisipuri xerice, Mlaștini turboase de tranziție și turbării mișcătoare, Mlaștini împădurite, Păduri aluvionare cu Alnus glutinosa și Fraxinus excelsior (Alno-Padion, Alnion incanae, Salicion albae), Păduri central-europene de pin scoțian cu licheni.
La baza desemnării sitului se află un număr nedeclarat de specii protejate.